# Campeonato Mundial de Esgrima de 1953
O Campeonato Mundial de Esgrima de 1953 foi a 23ª edição do torneio organizado pela Federação Internacional de Esgrima (FIE). O evento foi realizado em Bruxelas, Bélgica. 

## Resultados
Masculino
| Evento             | Ouro | Prata | Bronze |
| Espada individual  | Hungria · József Sákovics                                                                                                 | Hungria · Barnabás Berzsenyi                                                                                             | Itália · Renzo Marini                                                                                           |
| Espada por equipe  | Itália · Giorgio Anglesio · Franco Bertinetti · Giuseppe Delfino · Edoardo Mangiarotti · Dario Mangiarotti · Carlo Pavesi | França · Édouard Artigas · Daniel Dagallier · Maurice Huet · Armand Mouyal · Jean-Pierre Muller · Gérard Rousset         | Suíça · Jules Amez-Droz · Richard Amstad · Michel Evéquoz · Umberto Menegalli · Fernand Thiébaud · Mario Valota |
| Florete individual | França · Christian d'Oriola                                                                                               | Itália · Edoardo Mangiarotti                                                                                             | Itália · Manlio Di Rosa                                                                                         |
| Florete por equipe | França · Claude Bancilhon · Christian d'Oriola · Jacques Lataste · Claude Netter · Jacques Noël · Adrien Rommel           | Itália · Giancarlo Bergamini · Manlio Di Rosa · Roberto Ferrari · Edoardo Mangiarotti · Renzo Nostini · Antonio Spallino | Hungria · Aladár Gerevich · József Gyuricza · Lajos Maszlay · Endre Palócz · József Sákovics · Endre Tilli      |
| Sabre individual   | Hungria · Pál Kovács | Hungria · Aladár Gerevich                                                                                                | Hungria · Rudolf Kárpáti                                                                                        |
| Sabre por equipe   | Hungria · Tibor Berczelly · Aladár Gerevich · Rudolf Kárpáti · Pál Kovács · László Rajcsányi · Bertalan Papp              | Itália · Gastone Darè · Roberto Ferrari · Renzo Nostini · Domenico Pace · Vincenzo Pinton · Mauro Racca                  | Polónia · Zbigniew Czajkowski · Zygmunt Pawlas · Leszek Suski · Jerzy Pawłowski · Wojciech Zabłocki             |

Feminino
| Evento             | Ouro                                                             | Prata | Bronze                                                                                      |
| Florete individual | Itália · Irene Camber                                            | França · Renée Garilhe | Alemanha Ocidental · Ilse Keydel                                                            |
| Florete por equipe | Hungria · Ilona Elek · Margit Elek · Katalin Kiss · Magda Zsabka | França · Catherine Delbarre · Renée Garilhe · Raymonde Pécheux · Marguerite Lavagne · Françoise Mailliard · Régine Veronnet | Itália · Irene Camber · Velleda Cesari · Alberta Lorenzoni · Jenny Zanelli · Silvia Strukel |

## Quadro de medalhas
| Ordem | País               | Medalha de ouro | Medalha de prata | Medalha de bronze |    |
| ----- | ------------------ | --------------- | ---------------- | ----------------- | -- |
| 1     | Hungria            | 4               | 2                | 2                 | 8  |
| 2     | Itália             | 2               | 3                | 3                 | 8  |
| 3     | França             | 2               | 3                |                   | 5  |
| 4     | Polónia            |                 |                  | 1                 | 1  |
|       | Suécia             |                 |                  | 1                 | 1  |
|       | Alemanha Ocidental |                 |                  | 1                 | 1  |
| TOTAL | TOTAL              | 8               | 8                | 8                 | 24 |